# Monika Wejnert
Monika Wejnert (Brisbane, 6 april 1992) is een voormalig tennisspeelster uit Australië. Ze begon op vijfjarige leeftijd met tennis, omdat haar oudere broer Szymon ook tennis speelde. Ze zat op de Rochedale State School in Brisbane en op het Saint Stephens College aan de Gold Coast.

## Loopbaan
Wejnert debuteerde in 2008 op het ITF-toernooi van Bangkok (Thailand). Later dat jaar stond zij voor het eerst in een finale, op het ITF-toernooi van Perth (Australië) – hier veroverde zij haar enige titel, door de Japanse Yurika Sema te verslaan.
Sinds februari 2011 heeft zij niet meer op het professionele circuit gespeeld.

## Posities op deWTA-ranglijst
Positie per einde seizoen:
| jaar | rang enkelspel | rang dubbelspel |
| ---- | -------------- | --------------- |
| 2011 | 788            | 552             |
| 2010 | 468            | 370             |
| 2009 | 329            | 817             |

## Resultaten grandslamtoernooien
| Legenda | Legenda                          |
| ------- | -------------------------------- |
| g.t.    | geen toernooi gehouden           |
| l.c.    | lagere categorie                 |
| –       | niet deelgenomen                 |
| G       | uitgeschakeld in de groepsfase   |
| 1R      | uitgeschakeld in de eerste ronde |
| 2R      | uitgeschakeld in de tweede ronde |
| 3R      | uitgeschakeld in de derde ronde  |
| 4R      | uitgeschakeld in de vierde ronde |
| KF      | uitgeschakeld in de kwartfinale  |
| HF      | uitgeschakeld in de halve finale |
| F       | de finale verloren               |
| W       | het toernooi gewonnen            |
| w-v     | winst/verlies-balans             |

### Enkelspel
| Toernooi        | 2009 |
| --------------- | ---- |
| Australian Open | 1R   |
| Roland Garros   | –    |
| Wimbledon       | –    |
| US Open         | –    |

### Vrouwendubbelspel
| Toernooi        | 2011 |
| --------------- | ---- |
| Australian Open | 1R   |
| Roland Garros   | –    |
| Wimbledon       | –    |
| US Open         | –    |